# MEmu
MEmu — умовно-безкоштовна (відноситься до adware, всередині Android встановлено лаунчер, що рекламує інші додатки і додатково закріплені 2 ярлика невстановлених додатків) програма для запуску Android -додатків на комп'ютері під керуванням ОС Windows. Програма може працювати як у віконному, так і в повноекранному режимі. Підтримує більшість додатків Google Play.